# Drymaria stereophylla
Drymaria stereophylla är en nejlikväxtart som beskrevs av Johannes Mattfeld. Drymaria stereophylla ingår i släktet Drymaria och familjen nejlikväxter. Inga underarter finns listade i Catalogue of Life.